# Осіннє смугасте
Осі́ннє смуга́сте (рос. Осеннее полосатое), штрейфлінг (streifling), штрифель — старовинний осінній сорт яблуні. Належить до західно-європейської групи сортів. Походження невідоме. Вперше описаний на початку 17 ст. Швидше за все походженням із Німеччини, звідки потрапив до Прибалтики і далі до Білорусі і Росії. Дуже поширився в середній смузі Росії, країнах Балтії і в Україні. У Білорусі районований в усіх садових зонах.

## Опис
Дерево росте велике, утворює велику крону з великим гіллям. Зимостійкість висока. Сорт середньостійкий до парші. Плодоношення починає на 9—13-й рік, хоча перші плоди вже з'являються на 5-6 рік. Високоврожайний — 30-ти літнє дерево дає 300—400 кг яблук. Плоди великі (100—120 г), злегка ребристі, тупокінечні, трохи стиснуті з трьох сторін, зеленувато-жовтуваті з карміновим рум'янцем у вигляді смуг і штрихів. Плоди визрівають у другій половині вересня і можуть зберігатися до листопада. М'якоть кисло-солодка, ароматна. Плоди споживають переважно свіжими, готують варення. Урожай відразу перероблюють, оскільки термін зберігання 2-3 місяці.
Яблуня потребує запилення. Найкраще для цього підходять сорти Антонівка, Слов'янка, Велсі, Папіровка або Россошанське смугасте.

## Переваги сорту
Морозостійкість і відмінні якості плодів, стікійсть до парші і плодожерки. Добре підходить для переробки на сік або джем.

## Недоліки сорту
Періодичність плодоношення дерев, сильна загущеність крони. Під час посухи може скидати листя, а плоди дрібнішають.